# Platonia insignis
Platonia insignis là một loài thực vật có hoa trong họ Bứa. Loài này được Mart. miêu tả khoa học đầu tiên năm 1832.

## Hình ảnh

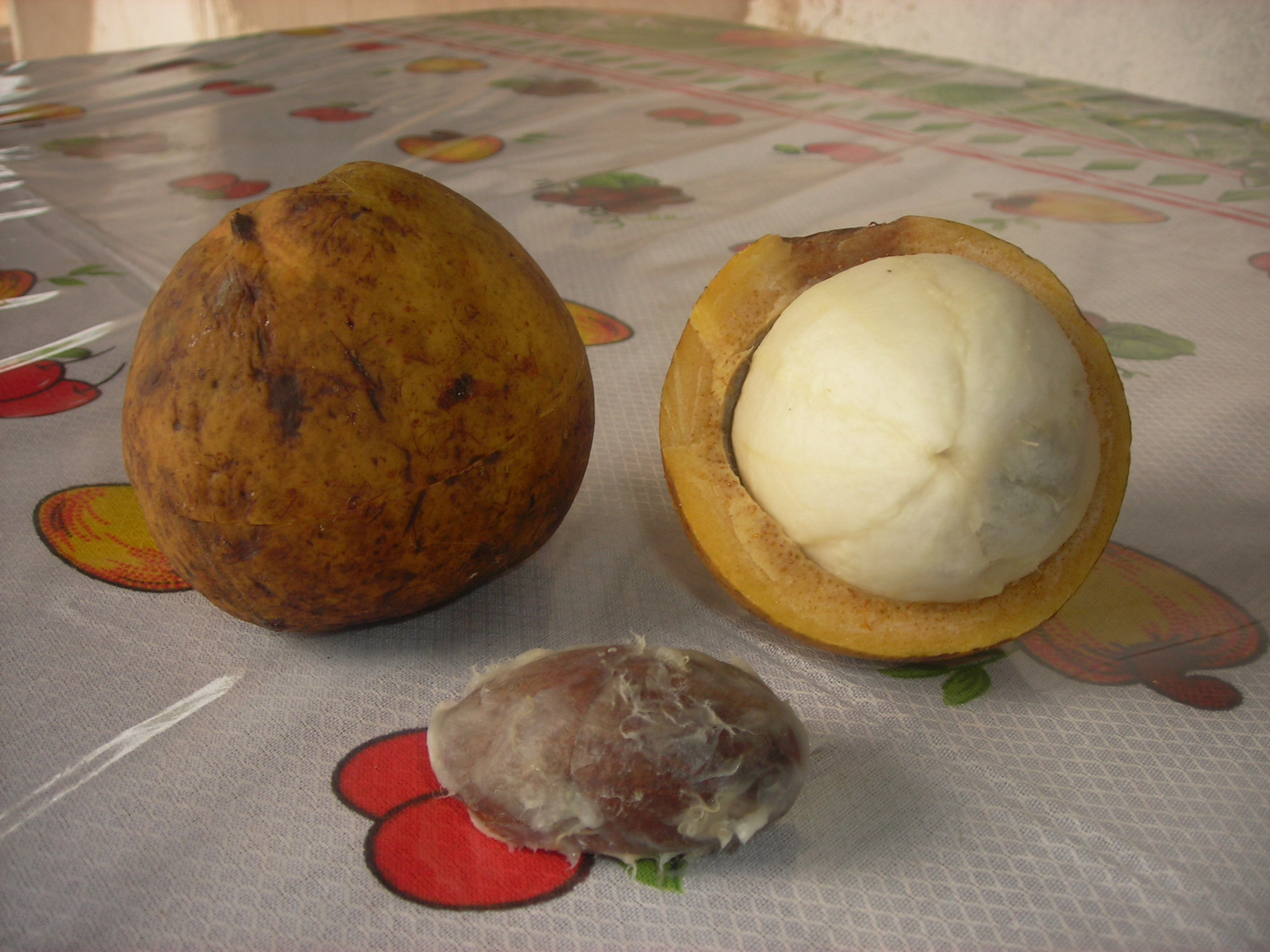
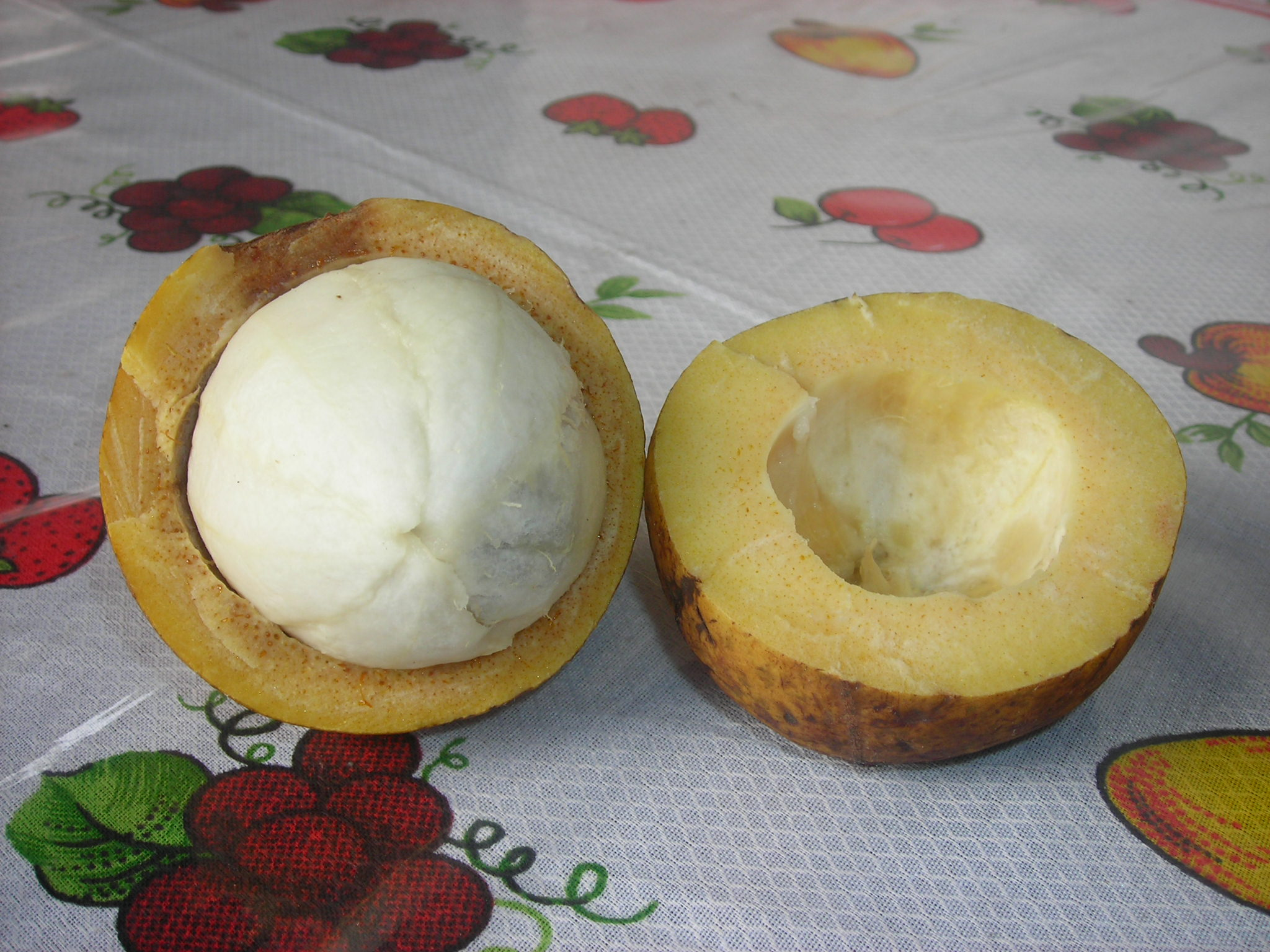
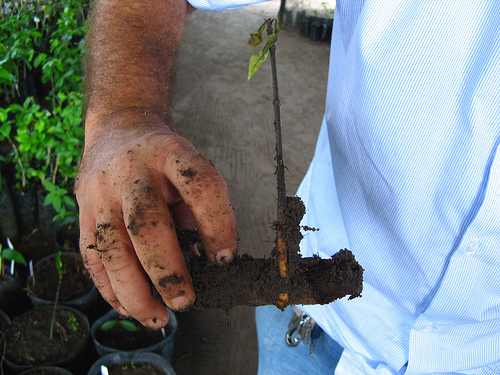
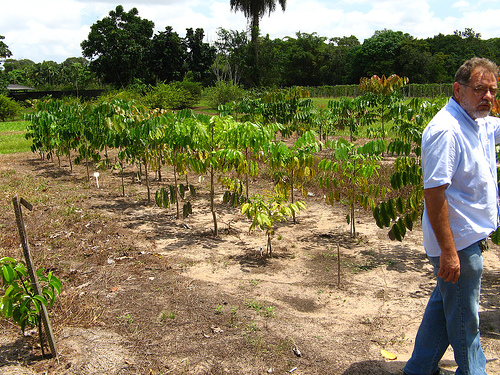